# Rio Bang Pakong
O rio Bang Pakong (em tailandês: แม่น้ำบางปะกง, RTGS: Maenam Bang Pakong) é um rio no leste da Tailândia. O rio nasce na confluência do rio Phra Prong [en] e do rio Hanuman [en] perto do distrito de Kabin Buri [en], província de Prachin Buri. Ele deságua após 231 quilômetros no Golfo da Tailândia, na ponta nordeste da Baía de Bangkok. A bacia hidrográfica do Bang Pakong tem cerca de 17.000 quilômetros quadrados. O rio alimenta uma estação de energia perto de sua foz, próximo à Rodovia 7.
Para proteger os golfinhos-do-irrawaddy, as autoridades convenceram os pescadores do rio Bang Pakong a parar com a pesca de camarão e 30 a 40 barcos de pesca foram modificados para que possam oferecer passeios turísticos com golfinhos.
O silurídeo Ceratoglanis pachynema, ameaçado de extinção, é endêmico do Bang Pakong.
Os assentamentos de Dvaravati incluem Muang Phra Rot, Dong Si Maha Phot, Dong Lakhon e Ban Khu Muang. Moedas Dvaravati foram encontradas em U-Tapao.:302,309

## Toponímia
Acredita-se que seu nome “Bang Pakong” seja uma distorção da palavra “Bang Mangkong” (บางมังกง), que se refere ao “lugar de Mangkong”, pois “Mangong” é uma palavra tailandesa que se refere à Mystus gulio [en], uma espécie de siluriforme de água salobra que costumava ser encontrada nesse rio.
Esse nome foi mencionado no poema de Sunthorn Phu [en], Nirat Mueang Klaeng (นิราศเมืองแกลง, “jornada para Klaeng”), desde o início do período Rattanakosin.
De qualquer forma, também se propõe que o nome pode ter origem quemer como uma mistura de “Bang” em tailandês, que significa “comunidade do estuário”, e a palavra “Bongkong” (បង្កង) em quemer, que significa “camarão”. Em geral, significa “o rio cheio de camarões”.
Além disso, esse rio é conhecido localmente na província de Chachoengsao como Rio Jolo (แม่น้ำโจ้โล้, em chinês:  左鲈河, pinyin: zuǒ lú hé), do nome teochew para a perca-gigante (Lates calcarifer) devido à abundância dessa espécie de peixe. Os templos famosos ao longo do rio incluem Wat Pak Nam Jolo e Wat Sothonwararam [en] com Wat Saman Rattanaram.

## História

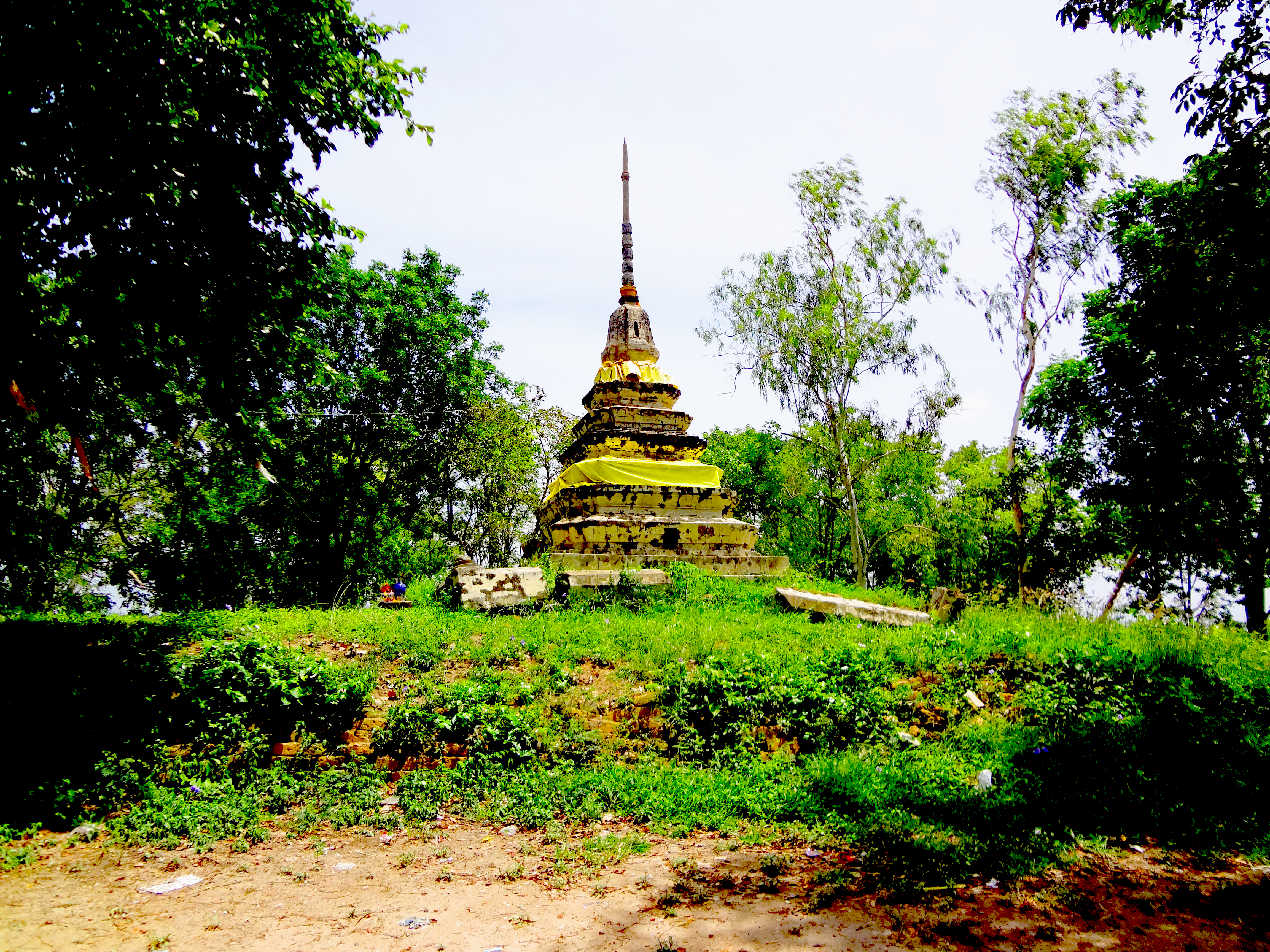
Ruínas de Phra That Mueang Pha Rot em 2012.

Localizada no atual subdistrito de Na Phra That, no distrito de Phanat Nikhom [en], província de Chonburi, a cidade de Mueang Phra Rot (Phra That Noen That) foi estabelecida perto da foz do rio Bang Pakong durante o período Dvaravati. A cidade tinha o formato de um retângulo irregular e era cercada por um fosso. Escavações de sítios arqueológicos na antiga cidade revelaram que ela foi habitada entre os anos 600 e 1000, e tinha cerâmicas importadas das dinastias Tang e Sung, além de jarros islâmicos antigos de barro esmaltado azul-turquesa vindos da Pérsia ou da Mesopotâmia Inferior.
A leste de Phra Rot ficava Mueang Sri Phalo, estabelecida perto do final de Phra Rot no século XI. O assentamento ficava perto da foz do rio e se tornou um porto rico e uma cidade pesqueira. Sri Phalo servia como ponto de parada para barcos quemeres, vietnamitas e chineses antes de se aventurarem no rio Chao Phraya, mas, durante os anos 1300, sua proeminência diminuiu à medida que a foz do Bang Pakong se tornou mais rasa e se afastou do assentamento. Como resultado do declínio de sua economia, os habitantes de Sri Phalo se mudaram para o sul, para Bang Pla Soi [en], ao longo do Golfo da Tailândia. A construção da estrada Sukhimvit apagou a muralha oriental da cidade.

## Afluentes
- Rio Nakhon Nayok [en]